# Benna (Piemont)
Benna ist eine Gemeinde mit 1148 Einwohnern (Stand 31. Dezember 2023) in der italienischen Provinz Biella (BI), Region Piemont.
Die Nachbargemeinden sind Candelo, Cossato, Massazza, Mottalciata und Verrone.
Das Gemeindegebiet umfasst eine Fläche von 9 km².

## Einzelnachweise

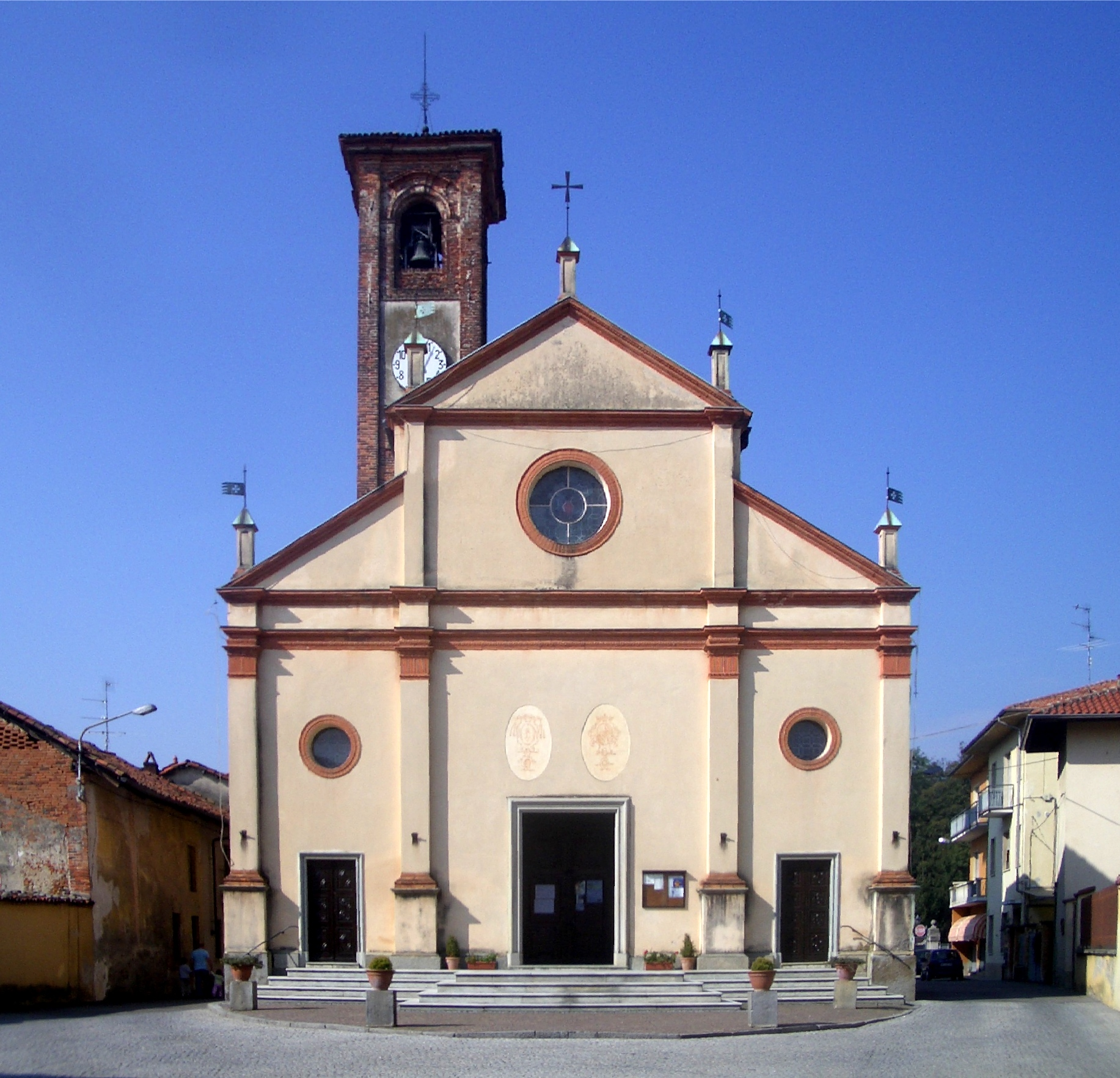
Parrocchiale San Pietro